# 山田長司 (政治家)
山田 長司（やまだ ちょうじ、1908年（明治41年）3月23日 - 1972年（昭和47年）3月2日）は、日本のジャーナリスト、農民運動家、政治家。日本社会党衆議院議員（6期）。

## 経歴
栃木県安蘇郡新合村閑馬（田沼町を経て現佐野市閑馬町）で生まれる。1925年（大正14年）に上京し、苦学して1932年（昭和7年）日本大学法律科を卒業した。萬朝報、時事新報、名古屋新聞の記者を務めた。1935年（昭和10年）時事新報社解散反対ストライキを主導した。1936年（昭和11年）日本無産党栃木県支部連合会長に就任したが、1937年（昭和12年）12月の人民戦線事件で検挙された。その後、情報局嘱託、日本移動展協会専務理事、日本輿論研究所長などを務めた。
戦後に帰郷して農民運動を推進。日本農民組合栃木県連顧問、全国借地借家人組合連合会副委員長、日中友好協会理事、全日本農民組合中央執行委員などを務めた。また、日本社会党に入党し、中央委員、栃木県連書記長となる。
1952年（昭和27年）10月、第25回衆議院議員総選挙に栃木県第2区から社会党左派から出馬して当選し、その後第30回総選挙まで連続当選し、衆議院議員を6期務めた。この間、日本社会党栃木県連合会長、党調査会企画局情報部長、党政審会決算部長、党綱紀粛正特別委員長、党会計監査を歴任した。
その他、日米会話学院理事長、日本週報社長も務めた。